# Pauserna
Pauserna (Guarasugwe, Paucerne, Pauserna-Guarasugwe, Guarayu-ta), /ime dolazi po drvetu pao cerne/ pleme američkih Indijanaca porodice Tupian naseljenih u departmanu Beni u Boliviji. Pauserne su sjedilačko pleme tropske kišne šume koje se bavi lovom, ribolovom i sakupljanjemm. Jezik je možda već izumro ili ga govore tek starije osobe.  Populacija iznosi 46 (2000.)
Pleme Pauserna porijeklom su od Guarana, a nekada su činili jedan narod zajedno s plemenom Guarayu koje se preselilo na misije, a dio je ostao samostalan pod imenom Pauserna. Prvi kontakt s bijelcima Pauserne imaju 1880.-tih godina dolaskom sakupljača gume.
U prošlosti su Pauserne uzgajali mnogo više bilja nego danas. Muškarci su zauzeti sadnjom kukuruza, a žene maniokom. U novije vrijeme adoptirali su i sadnju riže. Nastambe su im prije bile multiobiteljske, danas svaka obitelj ima vlastitu kuću čiji se namještaj sastoji od viseće ležaljke (hammock). Odjeća je od kore drveta ili pamuka, dok u vrijeme svojih obreda idu goli. 
Pauserne prakticiraju poliginiju. Nova obitelj je ispočetka matrilokalna, no uskoro po rođenju djeteta stanište je neolokalno. Za vrijeme pregnacije žena je dužna pokoravati se tabuima hrane, a tri dana prije poroda otac odlazi u porođajnu postelju (kuvada). Svoje mrtve prije su zakapali u grobove, iznad kojih podignu kolibu, dok po današnjim običajima, mrtve sahranjuju u kolibu zajedno s njegovim bojama i ukrasima, umotane u hasuru, i licem okrenutim prema zapadu. 

## Vanjske poveznice
- Pauserna